# کانن ۲
کانن ۲ (به انگلیسی: Canon II) یک دوربین عکاسی تک‌لنزی بازتابی ساخت شرکت کانن است.